# NGC 5227
NGC 5227 ist eine 12,9 mag helle Balken-Spiralgalaxie mit aktivem Galaxienkern vom Hubble-Typ SBb im Sternbild Jungfrau. Sie ist schätzungsweise 232 Millionen Lichtjahre von der Milchstraße entfernt.
Sie wurde am 13. Mai 1793 von Wilhelm Herschel mit einem 18,7-Zoll-Spiegelteleskop entdeckt, der sie dabei mit „vF, S“ beschrieb.